# カノン (1999年の映画)
『カノン』（原題：Seul contre tous、英題：I Stand Alone）は、ギャスパー・ノエ監督が1998年に製作したフランス映画。

## ストーリー
刑務所から出所した元馬肉屋の男は、新生活を始めるために愛人とパリを離れるが上手くいかず、施設にいる娘に会うために再びパリへ向かう。娘への異常なまでの愛情から、男はある計画を立てる…

## キャスト
- 馬肉屋の男 ： フィリップ・ナオン
- 娘 ：ブランディーヌ・ルノワール
- ：フランキー・バン
- 愛人：マルティーヌ・オドラン

## スタッフ
- 監督：ギャスパー・ノエ
- 脚本：ギャスパー・ノエ
- 撮影：ギャスパー・ノエ